# RCE TV
RCE TV foi uma rede de televisão brasileira sediada em Criciúma, Santa Catarina pertencente à Rede de Comunicações Eldorado.

## História
Em 1978, Diomício Freitas, um empresário do ramo carbonífero, funda a TV Eldorado, a primeira emissora de TV de Criciúma, tendo como afiliação a Rede Bandeirantes. Isso marcou a expansão do empresário no ramo de comunicações.
Em 1981, morre Diomício Freitas, vítima de acidente automobilístico. Manoel Dilor de Freitas, filho de Diomício assumiu a gestão da emissora.
Em 1982, é adquirida a TV Cultura em Florianópolis, sendo a primeira investida da RCE na capital catarinense. No mesmo ano a TV Eldorado forma com a TV Cultura de Florianópolis, uma nova rede de televisão estadual a RCE TV.
Em 1986, é fundada a TV Vale do Itajaí em Itajaí, terceira emissora da rede.
Em 1992, deixa a Band e se afilia à Rede OM Brasil e no mesmo ano é fundada a TV Xanxerê, no município do mesmo nome no oeste do estado e sendo também a quarta e a última emissora da rede. Em 1993, a OM Brasil é substituída pela CNT. No mesmo ano todas essas quatro emissoras adotaram o nome RCE TV.
Em 1995, Manoel Dilor de Freitas vendeu as quatro emissoras que compunham a RCE TV. As TVs Cultura, Vale do Itajaí e Xanxerê foram vendidas pelo bispo Edir Macedo, fundador da Igreja Universal do Reino de Deus e dono da Rede Record. E a TV Eldorado foi vendida pela Rede Brasil Sul de Comunicações, que controla a RBS TV nos estados do Rio Grande do Sul e Santa Catarina, sendo afiliada da Rede Globo em dois estados. Por isso, com a venda das quatro emissoras, a RCE TV deixou de existir.

## Emissoras
| Emissora        | Canal  | Cidade        | Período   | Situação/afiliação atual                                         |
| --------------- | ------ | ------------- | --------- | ---------------------------------------------------------------- |
| RCE TV Eldorado | 09 VHF | Criciúma      | 1982-1995 | Hoje NSC TV Criciúma, afiliada à TV Globo                        |
| RCE TV Cultura  | 06 VHF | Florianópolis | 1982-1995 | Hoje Record News Santa Catarina, emissora própria da Record News |
| RCE TV Itajaí   | 10 VHF | Itajaí        | 1986-1995 | Hoje NDTV Itajaí, afiliada à Record                              |
| RCE TV Xanxerê  | 03 VHF | Xanxerê       | 1992-1995 | Hoje NDTV Criciúma, afiliada à Record                            |

## Slogans
- 1982: A rede de Santa Catarina.
- 1986: O canal da copa.
- 1989: RCE: para o que der e vier.